# Ріад ас-Сольх
Ріад ас-Сольх (араб. رياض الصلح; 17 серпня 1894 — 17 липня 1951) — ліванський політик, перший прем'єр-міністр незалежного Лівану, загалом обіймав посаду голови уряду двічі.

## Біографія
Народився 1984 року в Сайді. Його сім'я належить до відомого сунітського південноліванського землевласницького роду. Його батько, Реда ас-Сольх, відомий арабський націоналістичний лідер, був віцегубернатором Набатії та Сайди. 1915 року Реду ас-Сольха османський суд засудив до заслання в Ізмір. Пізніше він обіймав посаду губернатора Османської імперії в Салоніках. Окрім того, він очолював міністерство закордонних справ в уряді эмира Фейсала в Дамаску.
Ріад ас-Сольх вивчав право й політологію в Сорбонні. Більшу частину своїх юнацьких років він провів у Стамбулі, позаяк його батько був депутатом парламенту Османської імперії.

Статуя Ріада ас-Сольха в центральному районі Бейрута

Ріад ас-Сольх обіймав посаду прем'єр-міністра Лівану двічі. Вперше йогому доручили сформувати уряд одразу ж після здобуття Ліваном незалежності 1943 року. Сольх і Бішара ель-Хурі склали та втілили в листопаді 1943 року Національний пакт, чим створили офіційні рамки для кооперації різних конфесій у Лівані. Національний пакт був неписаною джентльменською угодою. Він установлював, що президент, прем'єр-міністр і спікер парламенту в Лівані мали представляти три основні конфесійні групи на основі перепису 1932 року, а саме християн-маронітів, мусульман-сунітів і мусульман-шиїтів відповідно. Під час своєї першої каденції на посаді прем'єр-міністра Сольх також обіймав посаду міністра постачання та резервів від 3 липня 1944 до 9 січня 1945 року.
Сольх знов очолював уряд від 14 грудня 1946 до 14 лютого 1951 року, і знову за президентства ель-Хурі. Прем'єр-міністр критикував короля Йорданії Абдаллу та відіграв значну роль у визнанні політичним комітетом Ліги арабських держав палестинського уряду.

### Замах
У березні 1950 року на Сольха було скоєно замах, в якому, однак, політик не постраждав. Той замах скоїв член Сирійської соціальної націоналістичної партії.
Тим не менше, за кілька місяців після виходу у відставку з посади прем'єр-міністра, 17 липня 1951 року, його застрелили в амманському аеропорті «Марка» члени Сирійської соціальної націоналістичної партії. Напад скоїли троє озброєних людей, які вбили ас-Сольха, помстившись йому за страту Антуна Саади, одного з засновників і лідерів партії.

## Приватне життя
Був одружений з Файзою аль-Ябірі та мав п'ятьох дочок і сина, Реду, який помер немовлям.
Його старша дочка, Алія (1935—2007), продовжувала справу свого батька з боротьби за вільний і безпечний Ліван. Вона пропагувала багату культурну спадщину своєї країни за кордоном.
Інші дочка, Лала Ламія (нар. 1937), стала дружиною марокканського принца Мулая Абдаллу, дядька короля Мохаммеда VI.
Муана ас-Сольх раніше була одружена з саудівським принцом Талалом бін Абдулазізом. Вона є матір'ю Валіда ібн Талала.
Бахія Сольх аль-Асад одружена з Саїдом аль-Асадом, колишнім послом Лівану у Швейцарії та колишнім членом парламенту.
Його молодша дочка Лейла ас-Сольх була однією з двох перших жінок-міністрів у кабінеті Омара Караме.

## Пам'ять
Британський журналіст Патрік Сіл видав книжку «Боротьба за незалежність арабів» (2011), присвячену історії Близького Сходу від останніх років існування Османської імперії до 1950-их років, у якій зробив акцент на вплив постаті Сольха на здобуття незалежності Ліваном.
Площу в центрі Бейруту названо на честь Ріада ас-Сольха.